# Roberto Lupi
Roberto Lupi (Milano, 28 novembre 1908 – Dornach, 17 aprile 1971) è stato un compositore italiano.

## Biografia
(Roberto Lupi, Il libro segreto di un musicista, p. 14)
Si diploma giovanissimo in pianoforte, violoncello e composizione al Conservatorio "Giuseppe Verdi" di Milano; in seguito si trasferisce a Firenze dove ottiene la cattedra di composizione al Conservatorio "L. Cherubini".
Diviene noto come direttore d'orchestra fino al 1946, e in seguito intraprende studi filosofici che lo portano a formulare un'originale teoria della composizione musicale, basata sul principio della legge di gravità applicato alle tonalità. Si interessò inoltre alle teorie antroposofiche di Rudolf Steiner divenendone egli stesso discepolo, e in seguito maestro di antroposofia.
Nel 1950 la sua cantata Orpheus vince il "Prix de Rome" per la Musica e da allora le sue composizioni vennero spesso incluse nei programmi del Maggio Musicale Fiorentino e di quelli di altre importanti orchestre italiane. Nel 1959 Antal Doráti diresse la prima esecuzione assoluta al Teatro La Fenice di Venezia di Studi per un Homunculus: nove pezzi per orchestra di Lupi con l'Orchestra Philharmonia Hungarica di Vienna.
Tra le altre sue composizioni spiccano la Danza di Salomé (prima esecuzione durante il Maggio Musicale 1960), La Nuova Euridice, Mistero melodrammatico (1957), e lavori per grande orchestra tra cui la Sacra Sinfonia (1946) per soli coro e orchestra, Azioni Sonore (1962). È inoltre autore di ardite composizioni sperimentali come Archetipi (1961) per voce recitante, risonanze vocaliche interne, voci cantanti interne e strumenti, su testi di Maria Della Quercia, e Misteri, per voce recitante, coro parlato e orchestra.
Ma l'opera che lo renderà noto al grande pubblico sarà un brevissimo brano musicale (30 secondi) per oboe, arpa e archi, denominato Armonie del pianeta Saturno (che, dal 1954 al 1986, viene scelto come sigla di fine trasmissioni dei programmi televisivi della RAI).
Docente di Alta Composizione al Conservatorio di Firenze fino alla sua morte, Lupi ebbe tra i suoi allievi altri notevoli compositori italiani contemporanei come Ugalberto De Angelis, Gaetano Giani Luporini, Luca Lombardi, Franco Cioci, Alvaro Company, Gino Negri, Romano Pezzati, Paolo Renosto, Giuliano Zosi e Sylvano Bussotti.
Lupi è noto per il breve trattato Armonia di gravitazione, pubblicato nel 1946, nel quale fa riferimento alle parziali naturali per strutturare dei nuovi sistemi armonici.

## Pubblicazioni
- Roberto Lupi Armonia di gravitazione,  De Santis, Roma, 1946
- Roberto Lupi Ars bene movendi,  Carish, Milano, [1969]
- Roberto Lupi Il libro segreto di un musicista, Nardini, Firenze, 1972